# Церква Успіння Пресвятої Богородиці (Кам'янобрід)
Це́рква Успі́ння Пресвято́ї Богоро́диці — дерев'яна церква у селі Кам'янобрід, початок будівництва якої датують 1654 роком. Церква належить до пам'яток архітектури місцевого значення. Розташовується на пагорбі північно-східної околиці Кам'яноброду, біля нового мурованого храму. Належить до Православної церкви України. Не діюча.

## Історія
Перша згадка про церкву датується 1578 р. Однак відомо, що у 1649 році у селі вже існувала церква. Щоправда, за дату будівництва існуючої церкви приймають 1654 рік. У кінці XVIII ст. вона вважалася дочірньою до села Добростани (Яворівського району, Львівської області).
У 1839 році відбулась перебудова храму — було проведено ґрунтовний ремонт будівлі та прибудовано до нави бокові рамена. Під час ремонту у 1970-х рр. дахи і стіни покрили цинкованою бляхою.

## Архітектура
Хрещата в плані, одноверха, розмірами 12,8 м х 11,8 м. До квадратової нави зі сходу прилягає вужчий квадратовий вівтар з прибудованою з півночі ризницею, з заходу — вужчий бабинець, а з півночі і півдня — рівноширокі квадратові бічні рамена.
Церкву оточує піддашшя, яке при вівтарі і бабинці опирається на випусти вінців зрубів, а при бічних раменах — на приставні кронштейни. Під опасанням стіни шальовані вертикально дошками, над опасанням — оббиті бляхою. Низький восьмерик середохрестя нави вкритий восьмибічним наметовим верхом, увінчаним маківкою на ліхтарі.
Вівтар, бабинець і бічні рамена вкриті трисхилими дахами. Біля церкви розташована мурована стінна дзвіниця.